# Budihni
Budihni este o localitate din comuna Nova Gorica, Slovenia, cu o populație de 44 de locuitori.